# Standardnummerierung
Die Standardnummerierung der abzählbar-unendlichen Menge der Zeichenketten {\displaystyle \Sigma ^{*}} ist die unter den Voraussetzungen eines beliebigen Alphabetes {\displaystyle \Sigma :=\{\sigma _{1}\ldots \sigma _{m}\}} mit endlicher Mächtigkeit {\displaystyle m:=|\Sigma |\in \mathbb {N} } und eindeutiger Zeichennummerierung {\displaystyle \sigma \in \Sigma ^{\{1\ldots m\}}} (wo die Zahlen {\displaystyle 1\leq i\leq m} den Gesamtvorrat aller Zeichen {\displaystyle \sigma _{i}\in \Sigma } produzieren) diejenige Aufzählweise {\displaystyle \nu _{\sigma }\in (\Sigma ^{*})^{\mathbb {N} }} (wo jede Zahl {\displaystyle n\in \mathbb {N} } genau ein Wort {\displaystyle \nu _{\sigma }^{n}\in \Sigma ^{*}} produziert), welche genau diejenige bijektive Aufzählbarkeit {\displaystyle \alpha _{\sigma }\in \mathbb {N} ^{\Sigma ^{*}}} (wo jede möglichen Zeichenkette {\displaystyle w\in \Sigma ^{*}} genau eine Zahl {\displaystyle \alpha _{\sigma }^{w}\in \mathbb {N} } produziert) umkehrt, die für alle Worte {\displaystyle \sigma _{i_{1}}\ldots \sigma _{i_{L}}\in \Sigma ^{2+}}jedweder Länge {\displaystyle L\in \mathbb {N} } der optimalen Konvention gehorcht, dass
{\displaystyle \alpha _{\sigma }^{\sigma _{i_{1}}\ldots \sigma _{i_{L}}}=\sum _{p=1}^{L}i_{p}m^{L-p}}

## Beispiel
Sei {\displaystyle \Sigma =\{1,2\}} mit {\displaystyle (1,2)=(\sigma _{1},\sigma _{2})}.
Die Elemente der Menge {\displaystyle \Sigma ^{*}} lassen sich systematisch auflisten:
{\displaystyle \Sigma ^{*}=\{\epsilon ,1,2,11,12,21,22,111,112,121,122,211,212,221,222,\ldots \}}
Als i-tes Wort in der Liste erscheint stets {\displaystyle \nu _{\sigma }^{i}}.
{\displaystyle \nu _{\Sigma }^{8}=112} entspricht {\displaystyle \alpha _{\sigma }^{112}=\alpha _{\sigma }^{\sigma _{1}\sigma _{1}\sigma _{2}}=1\cdot 2^{2}+1\cdot 2^{1}+2\cdot 2^{0}=8}.
Mithilfe eines Haskell-Zeileninterpreters lässt sich Letzteres schnell überprüfen:
```
strings
 
chars
 
=
 
[]
 
:
 
[
 
string
 
++
 
[
char
]
 
|
 
string
 
<-
 
strings
 
chars
,
 
char
 
<-
 
chars
 
]

zip
 
[
0
..
16
]
 
(
strings
 
"12"
)

```

[(0,""),(1,"1"),(2,"2"),(3,"11"),(4,"12"),(5,"21"),(6,"22"),(7,"111"),(8,"112"),(9,"121"),(10,"122"),(11,"211"),(12,"212"),(13,"221"),(14,"222"),(15,"1111"),(16,"1112")]
Deutlich wird dabei, dass unser herrschendes Stellenwertsystem angesichts der zu überspringenden führenden Nullen keine Standardnummerierung im Sinne obiger Definition ergibt:
```
zip
 
[
0
..
12
]
 
(
strings
 
"0123456789"
)

```

[(0,""),(1,"0"),(2,"1"),(3,"2"),(4,"3"),(5,"4"),(6,"5"),(7,"6"),(8,"7"),(9,"8"),(10,"9"),(11,"00"),(12,"01")]
```
zip
 
[
0
..
12
]
 
(
strings
 
"1234567890"
)

```

[(0,""),(1,"1"),(2,"2"),(3,"3"),(4,"4"),(5,"5"),(6,"6"),(7,"7"),(8,"8"),(9,"9"),(10,"0"),(11,"11"),(12,"12")]
```
drop
 
99
 
$
 
zip
 
[
0
..
121
]
 
(
strings
 
"123456789X"
)

```

[(99,"99"),(100,"9X"),(101,"X1"),(102,"X2"),(103,"X3"),(104,"X4"),(105,"X5"),(106,"X6"),(107,"X7"),(108,"X8"),(109,"X9"),(110,"XX"),(111,"111"),(112,"112"),(113,"113"),(114,"114"),(115,"115"),(116,"116"),(117,"117"),(118,"118"),(119,"119"),(120,"11X"),(121,"121")]
```
drop
 
90
 
$
 
zip
 
[
0
..
100
]
 
(
strings
 
"123456789"
)

```

[(90,"99"),(91,"111"),(92,"112"),(93,"113"),(94,"114"),(95,"115"),(96,"116"),(97,"117"),(98,"118"),(99,"119"),(100,"121")]